# Esqueda
Esqueda es un pueblo y comisaría del municipio de Fronteras ubicado en el noreste del estado mexicano de Sonora, en la región de la Sierra Madre Occidental en la zona del valle de Turicachi. El pueblo es la localidad más habitada del municipio incluso más que la cabecera municipal, el pueblo de Fronteras. Según los datos del Censo de Población y Vivienda realizado en 2020 por el Instituto Nacional de Estadística y Geografía (INEGI), Esqueda tiene un total de 7,240 habitantes.

## Historia
Fue fundado en el año de 1900 como una estación de ferrocarril cuando se construyó el ferrocarril Nacozari-Agua Prieta y a la vez se construyó una estación en el Km 73 al norte de Nacozari, la cual llevó por nombre, Estación Rafael Izabal, en honor al Gobernador de Sonora de ése entonces.
El 11 de octubre de 1911 las autoridades revolucionarias, que depusieron a las autoridades porfiristas, resolvieron cambiar el nombre a Estación Esqueda, por dos motivos: la memoria de actos considerados contrarios al pueblo de Sonora, tanto contra los indígenas seris, yaquis, como contra los mineros de Cananea, pues permitió la entrada de autoridades estadounidenses -los rangers- para reprimirlos en 1906. 
Por otro lado, haciendo honor al mártir civil, de origen hermosillense quien se había unido al Partido Antireeleccionista en 1910 Enrique Esqueda Orozco, quien tomó las armas bajo las órdenes de Juan José Cabral y que el 2 de marzo, en son de paz llevó una carta a las autoridades del Gobierno federal pidiendo la plaza de Arizpe; ahí fue arrestado y posteriormente asesinado en tiempos del gobernador Luis Emeterio Torres y Alberto Cubillas, en la Puerta del Sol en Ures el 6 de marzo de 1911, sin conocerse su paradero hasta después de diez años, cuando encontraron sus restos. 
Hoy la población se conoce sencillamente como Esqueda, donde hay una estatua en honor, un museo y un libro en su honor por José Jesús Terán Morales.

## Geografía
Esqueda se sitúa en las coordenadas geográficas 30°43'16" de latitud norte y 109°35'10" de longitud oeste del meridiano de Greenwich, a una altura media de 1,211 metros sobre el nivel del mar.

## Sitio paleontológico
En enero de 2010, se encontraron en el Cañón Esqueda que se ubica cerca del pueblo, alrededor de 40 huellas de dinosaurio grabadas en roca, de aproximadamente 72 millones de años de antigüedad,
Por lo que se creó el Parque de Dinosaurios de Sonora, que promueve la ruta de huellas de dinosaurios en un museo natural, el recorrido es de 11.5 kilómetros y participan investigadores de la Universidad de Sonora, de la Comisión Nacional de Áreas Protegidas y del Instituto Nacional de Antropología e Historia, coordinados por docentes de la Universidad Nacional Autónoma de México (UNAM). La ruta comienza en el pueblo de Esqueda y termina en la Presa la Angostura, presentada por el Patronato por el futuro de Fronteras, la Comisaría de Esqueda, el Municipio de Fronteras, la Asociación de Ingenieros Mineros, Metalurgistas y Geólogos de México, Distrito Sonora, y los representantes de la Comisión de Fomento al Turismo y de la Universidad de Sonora. La zona investigada se extiende hasta territorio de los vecinos municipios de Agua Prieta y Cananea, con alrededor de 1,000 kilómetros cuadrados, lugar donde se cree existía agua cuando habitaban los dinosaurios. Los distintos descubrimientos han sido desde huellas fósiles hasta dientes de tiranosaurio rex, así como evidencias de anquilosaurio, triceratops, y otros. El Parque fue nombrado el mejor Parque Jurásico del mundo en 2016.
En mayo de 2016, al llevar a cabo trabajos de extracción de piedra laja, se encontraron cuatro huellas más de un hadrosaurio, conocido como "pico de pato", hecho que confirmó el responsable del Proyecto Turístico Ecológico de la Ruta de Huellas de Dinosaurios de esa zona, Rafael Pacheco Rodríguez.